# Palmyra (Missouri)
Palmyra is een plaats (city) in de Amerikaanse staat Missouri, en valt bestuurlijk gezien onder Marion County.

## Demografie
Bij de volkstelling in 2000 werd het aantal inwoners vastgesteld op 3467.
In 2006 is het aantal inwoners door het United States Census Bureau geschat op 3449, een daling van 18 (-0,5%).

## Geografie
Volgens het United States Census Bureau beslaat de plaats een oppervlakte van
5,8 km², geheel bestaande uit land. Palmyra ligt op ongeveer 197 m boven zeeniveau.

## Plaatsen in de nabije omgeving
De onderstaande figuur toont nabijgelegen plaatsen in een straal van 28 km rond Palmyra.

## Geboren
- Jane Darwell (1879-1967), actrice